# Liste der Monuments historiques in Dompierre-les-Tilleuls
Die Liste der Monuments historiques in Dompierre-les-Tilleuls führt die Monuments historiques in der französischen Gemeinde Dompierre-les-Tilleuls auf.

## Liste der Objekte
| Bezeichnung                             | Beschreibung | Standort                                | Kennzeichnung | Schutzstatus | Datum | Bild |
| --------------------------------------- | --- | --------------------------------------- | ------------- | ------------ | ----- | ---- |
| Sechs Altarleuchter                     | Holz, vergoldet, 18. Jahrhundert | in der Kirche Sts-Pierre-et-Paul (Lage) | PM25000674    | Classé       | 1978  |      |
| Maria-Rosenkranz-Altar                  | rechter Seitenaltar; Altartisch, Retabel und Gemälde; Holz, farbig gefasst und vergoldet, 18. Jahrhundert, sowie Ölfarbe auf Leinwand, 19. Jahrhundert | in der Kirche Sts-Pierre-et-Paul (Lage) | PM25000675    | Classé       | 1978  |      |
| Linker Seitenaltar                      | Altartisch und Retabel; Holz, farbig gefasst und vergoldet, 18. Jahrhundert                                                                            | in der Kirche Sts-Pierre-et-Paul (Lage) | PM25000676    | Classé       | 1978  |      |
| Hauptaltar                              | Altartisch, Altaraufbau, Tabernakel, Exposition, Retabel und zwei Skulpturen; Holz, farbig gefasst und vergoldet, 18. Jahrhundert                      | in der Kirche Sts-Pierre-et-Paul (Lage) | PM25001652    | Classé       | 1978  |      |
| Skulptur Heiliger Franz Xaver           | Holz, farbig gefasst und vergoldet, 19. Jahrhundert | in der Kirche Sts-Pierre-et-Paul (Lage) | PM25002074    | Classé       | 1978  |      |
| Skulptur Heilige Philomena              | Holz, farbig gefasst und vergoldet, 19. Jahrhundert | in der Kirche Sts-Pierre-et-Paul (Lage) | PM25002075    | Inscrit      | 1978  |      |
| Kanzel                                  | Holz, 18. Jahrhundert | in der Kirche Sts-Pierre-et-Paul (Lage) | PM25002076    | Inscrit      | 1978  |      |
| Kirchenbänke                            | Holz, 18. Jahrhundert | in der Kirche Sts-Pierre-et-Paul (Lage) | PM25002077    | Inscrit      | 1978  |      |
| Chorgestühl                             | Holz, 19. Jahrhundert | in der Kirche Sts-Pierre-et-Paul (Lage) | PM25002078    | Inscrit      | 1978  |      |
| Skulptur Maria immacualata              | Holz, farbig gefasst und vergoldet, 19. Jahrhundert | in der Kirche Sts-Pierre-et-Paul (Lage) | PM25002079    | Inscrit      | 1978  |      |
| Weihwasserbecken                        | Marmor, Stein, 18. Jahrhundert | in der Kirche Sts-Pierre-et-Paul (Lage) | PM25002080    | Inscrit      | 1978  |      |
| Kruzifix                                | Holz, farbig gefasst, 19. Jahrhundert | in der Kirche Sts-Pierre-et-Paul (Lage) | PM25002081    | Inscrit      | 1978  |      |
| Pietà                                   | Stein, farbig gefasst und vergoldet, 16. und 17. Jahrhundert                                                                                           | in der Kirche Sts-Pierre-et-Paul (Lage) | PM25002082    | Inscrit      | 1978  |      |
| Zwei Reliquienbüsten                    | Holz, farbig gefasst und vergoldet, 18. Jahrhundert | in der Kirche Sts-Pierre-et-Paul (Lage) | PM25002083    | Inscrit      | 1978  |      |
| Skulptur Heiliger Claudius              | Stein, farbig gefasst und vergoldet, 16. und 17. Jahrhundert                                                                                           | in der Kirche Sts-Pierre-et-Paul (Lage) | PM25002084    | Inscrit      | 1978  |      |
| Skulptur Johannes der Täufer            | Stein, farbig gefasst, 16. und 17. Jahrhundert | in der Kirche Sts-Pierre-et-Paul (Lage) | PM25002085    | Inscrit      | 1978  |      |
| Skulptur Heiliger Franziskus von Asissi | Stein, farbig gefasst und vergoldet, 16. und 17. Jahrhundert                                                                                           | in der Kirche Sts-Pierre-et-Paul (Lage) | PM25002086    | Inscrit      | 1978  |      |
| Skulptur Petrus                         | Stein, farbig gefasst und vergoldet, 16. und 17. Jahrhundert                                                                                           | in der Kirche Sts-Pierre-et-Paul (Lage) | PM25002087    | Inscrit      | 1978  |      |
| Glocke                                  | Bronze, 1783 gegossen | in der Kirche Sts-Pierre-et-Paul (Lage) | PM25000673    | Classé       | 1942  |      |